# Амурский ёж
Аму́рский ёж, или дальневосто́чный ёж (лат. Erinaceus amurensis) — млекопитающее рода евразийских ежей; ближайший родственник обыкновенного ежа. Водится в северном Китае, на Корейском полуострове и в России— в Приморском крае, на юге Хабаровского края и в Амурской области (в поймах рек Амур и Уссури).
Амурский ёж очень похож на обыкновенного ежа, но имеет более светлый окрас. До трети его игл лишены пигмента, поэтому общий тон иглистого покрова светло-бурый. Мех на животе бурый, жёсткий, щетинистый. На спине и задней части тела иглы длиной до 24 мм. Длина его тела 18—26 см, хвоста — 16—28 мм. Вес в зависимости от времени года колеблется от 234 до 1092 грамм.
Амурский ёж населяет самые разные биотопы, избегая только высокогорий, обширных болот и больших пахотных участков. Оптимальные для него местообитания — долины рек и нижние части склонов, покрытые хвойно-широколиственным лесом, с богатым подлеском и травостоем. Предпочитает селиться на границе леса и открытых пространств. День проводит в гнезде, но в прохладные дождливые дни может охотиться круглые сутки. Основу его питания составляют дождевые черви и другие почвенные беспозвоночные, реже мелкие наземные позвоночные, ещё реже плоды растений. Сезон размножения длится с конца марта по начало апреля. В помёте 3—8 детёнышей. Половозрелость наступает на 2 году жизни.
Обычный вид для Дальнего Востока России.